# Вигерих
Вигерих (на немски: Wigerich, Widericus, Windericus, Widiacus; * 870; † пр. 919, 922) е назован през 899 г. като важен граф (comes venerabilis). Той е граф на град Трир, през 902 и 909 г. граф в Бидгау и от 915/916 г. пфалцграф на Лотарингия. Той е родоначалник на Арденските графове, Арденски дом (Вигерихиди).

## Живот
Вероятно е син на граф Одакар († сл. 902), граф в Ардененгау, Бидгау и Близгау.
Вигерих се жени през 907/909 г. за Кунигунда (* 890/895, † сл. 923), внучка на крал Лудвиг „Заекващия“, дъщеря на Ерментруда или вероятно на граф Регинхар I (Регинариди).
През 915 г. умира Регинхар I от Хенегау (херцог на Долна Лотарингия) и крал Карл III назначава Вигерих за пфалцграф на 19 януари 916 г. вместо наследника Гизелберт.

## Деца
Той е баща на:
- Адалберо I от Бар (* 910, † 26 април 962), епископ на Мец
- Фридрих I (* 912, 17 юни 978), граф на Бар и 959 херцог на Горна Лотарингия
- Гозело (Ардененгау) (* 914, † 19 април 942), граф на Ардененгау
- Зигфрид I Люксембургски (* 915/917, † 26 октомври 997), граф в Мозелгау, граф на Люксембург.
- Гизелберт († 965), граф на Ардененгау
- Сигеберт († 942)
- Лиутгард (* 915, † 960)